# Теодора Аксухина
Теодора Аксухина е трапезундска императрица (1204 – 1222), съпруга на император Алексий I Велики Комнин и майка на императорите Йоан I Велики Комнин и Мануил I Велики Комнин.

## Произход
Предполага се, че Теодора е дъщеря на Йоан Комнин Аксух, по прякор Йоан Дебелия, претендент за византийската корона, който на 31 юли 1200 г. е коронован за император в църквата Света София в Константинопол, но е предаден и убит от собствените си войници, които се заклеват във вярност на Алексий III Ангел.
За първи път Теодора се появява с фамилното име Аксухина в Europäische Stammtafeln: Stammtafeln zur Geschichte der Europäischen Staaten (1978) от Детлев Швенике. В историческите извори няма преки сведения, че тя е принадлежала към известната фамилия на Аксухините. За това се съди по пълното име на сина ѝ Йоан I Велики Комнин Аксух.

## Фамилия
Теодора се омъжва за император Алексий I Велики Комнин, на когото ражда поне три деца:
- дъщеря, омъжена за император Андроник I Велики Комнин
- Йоан I Велики Комнин
- Мануил I Велики Комнин